# Antanas Sireika
Antanas Sireika (Šiauliai, 11 maggio 1956) è un ex cestista e allenatore di pallacanestro lituano, fino al 1990 sovietico.

## Carriera
Da allenatore ha guidato la Lituania ai Giochi olimpici di Atene 2004, ai Campionati mondiali del 2006 e a due edizioni dei Campionati europei (2003, 2005).

## Palmarès

### Allenatore
- Campionato lituano: 3

Žalgiris Kaunas: 2002-03, 2003-04, 2004-05
- Lega Baltica: 1

Žalgiris Kaunas: 2004-05